# Олимпийский стадион (Токио)
Национальный олимпийский стадион (яп. 国立霞ヶ丘陸上競技場) — стадион в городе Токио (Япония). Вместимость — 60 057 зрителей. Часто являлся домашней ареной сборной Японии по футболу. В 1958 году стал основной ареной III Азиатских игр. В 1964 году являлся главным стадионом летних Олимпийских игр в Токио. В 1991 году на стадионе проходил чемпионат мира по лёгкой атлетике. С 1980 по 2000 год на Олимпийском стадионе в Токио проходили матчи Межконтинентального кубка по футболу, который спонсировался японской компанией «Toyota». В 2014 году стадион был закрыт. В связи с тем, что в 2020 году Токио планировал принять XXXII летние Олимпийские игры, на его месте был построен новый стадион, называющийся Японский национальный стадион (新国立競技場) (Игры проведены в 2021 году).
Располагается в специальном районе Синдзюку, вблизи станции Сэндагая.